# Euploea montana
Euploea montana är en fjärilsart som beskrevs av Felder 1865. Euploea montana ingår i släktet Euploea och familjen praktfjärilar. Inga underarter finns listade i Catalogue of Life.